# Belt Railway of Chicago

Logo

Die Belt Railway Company of Chicago (Abkürzung: BRC, übersetzt: Gürteleisenbahn-Gesellschaft von Chicago) ist die größte Rangiereisenbahngesellschaft der USA. Sie betreibt eine Strecke von 45 km sowie Gleisanlagen von insgesamt 885 km überwiegend als Umgehungsbahn in und um Chicago. Der Rangierbahnhof Clearing Yard hat eine Länge von 9 km und nimmt eine Fläche von 318 ha ein. Er ist zweiseitig und in beiden Richtungen mit Gleisbremsen ausgerüstet, seine Richtungsharfen haben in Richtung Westen 36 und in Richtung Osten 56 Gleise. Die Gesellschaft hat 520 Beschäftigte und bewegt jeden Tag rund 8.400 Güterwagen. Außerdem stellt die BRC die Anschlüsse zu rund 100 Industriebetrieben her.

## Geschichte

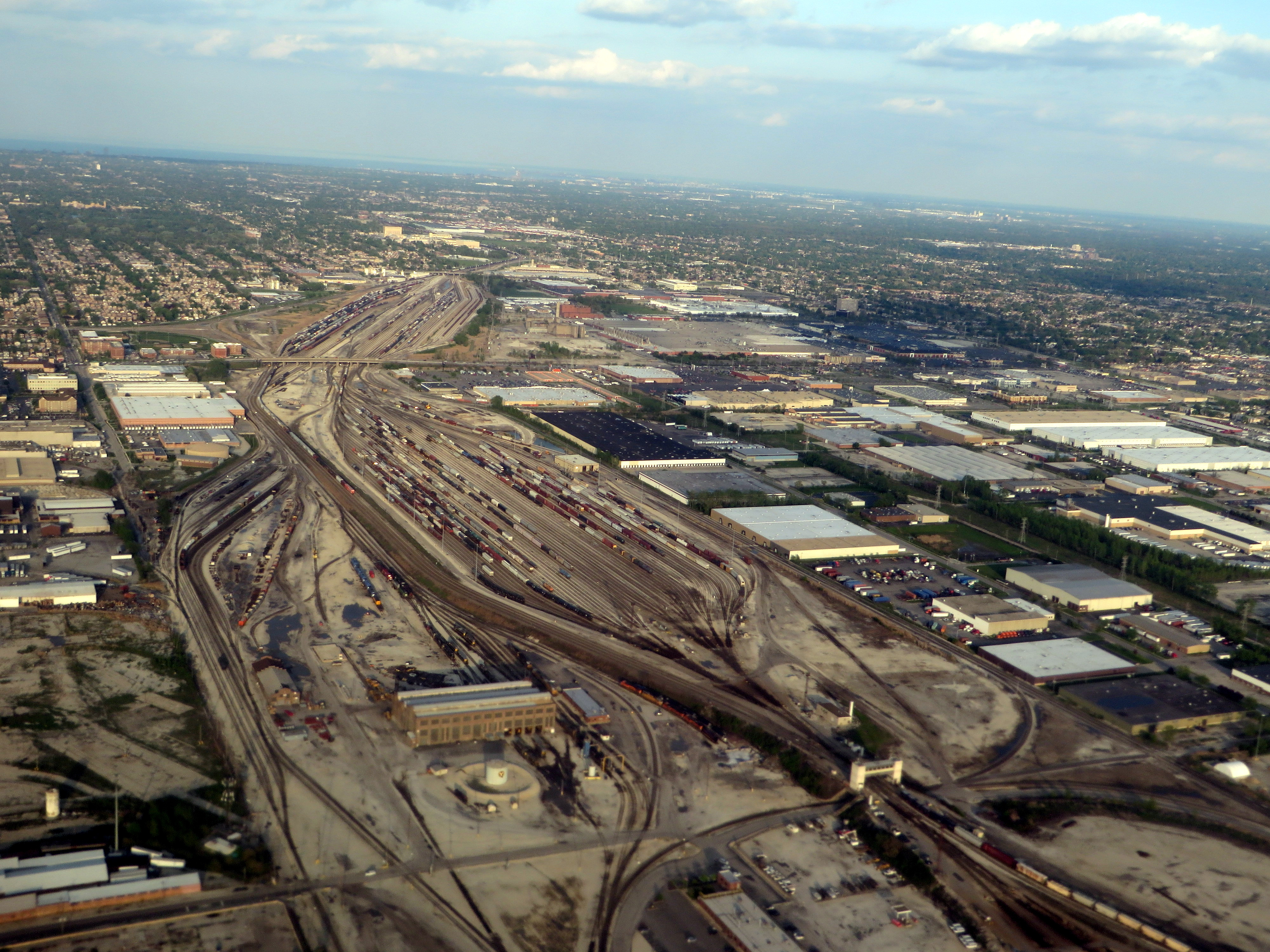
Ostseite und Mittelteil des Clearing Yard der Belt Railway of Chicago

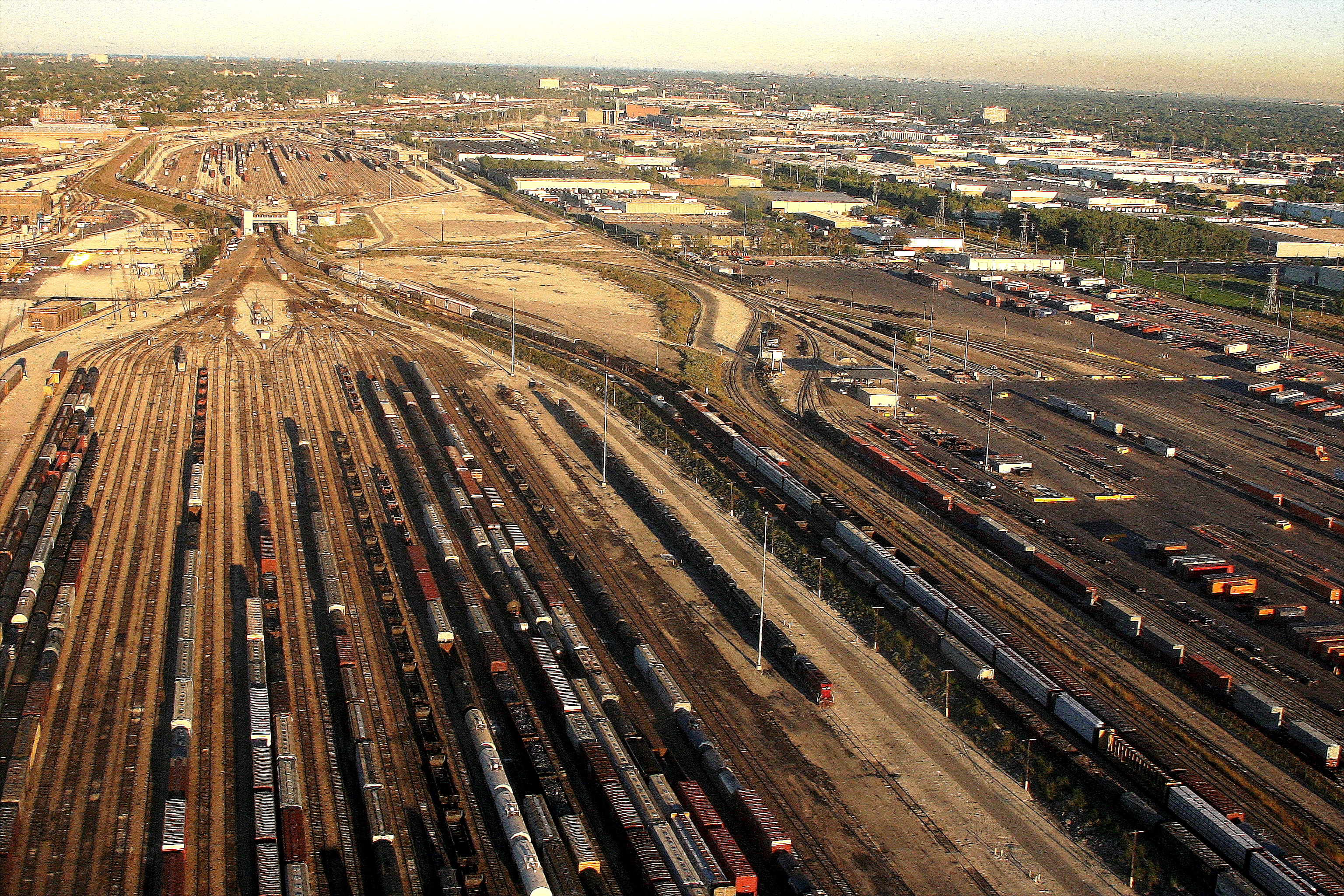
Westseite des Clearing Yard, rechts der CSX Bedford Park (Containerterminal)

Seit 1882 ist die Belt Railway Company of Chicago ein fester Bestandteil der Eisenbahnen im Raum Chicago. Die Idee zur Gründung hatte in den späten 1870er Jahren John B. Brown. Brown gründete die Chicago & Western Indiana Railroad als Muttergesellschaft der späteren BRC. Innerhalb von vier Jahren wurde durch den Bau verschiedener Eisenbahnstrecken die „Belt Line“ geschaffen, die alle wichtigen Eisenbahnen in der Stadt miteinander verband. Weiterhin wurden die Industriebetriebe in Süd-Chicago und Calumet angeschlossen. Dann erfolgte die Pacht der Gesellschaft durch fünf Eisenbahngesellschaften (Louisville, New Albany and Chicago Railway; Chicago and Atlantic Railway; Chicago and Eastern Illinois Railroad; Wabash, St. Louis and Pacific Railway und Chicago and Grand Trunk Railway).
Mit dem Wachstum von Chicago wuchs auch die BRC. Es wurden Hochstrecken und weitere Anlagen geschaffen, um den steigenden Verkehrsströmen gerecht zu werden. Doch bald reichten auch diese nicht mehr aus und die Belt Railway begann mit Überlegungen zum Bau größerer Rangierbahnhöfe außerhalb der Stadtgrenze. Als Folge dieser Entscheidung beteiligten sich ab 1912 die Minneapolis, St. Paul and Sault Ste. Marie Railway; Atchison, Topeka and Santa Fe Railway; Chicago, Burlington & Quincy Railroad; Illinois Central Railroad; Chicago, Rock Island and Pacific Railroad; Pennsylvania Railroad und Chesapeake and Ohio Railway an der Gesellschaft. 1924 kam dann noch die Pere Marquette Railway dazu.
Aufgrund von Bankrotten und Fusionen sind heute die Burlington Northern Santa Fe Railway, Canadian National Railway, Canadian Pacific Railway, CSX Transportation, Norfolk Southern Railway und die Union Pacific Railroad Eigentümer der Belt Railway Company of Chicago.